# Дом Прушинской
Дом Прушинской — историческое здание XIX века в Минске, памятник архитектуры (номер 711Е000001). Расположен по адресу: Революционная улица, дом 4.

## История
Здание было построено в 1824 году рядом с усадьбой Юрия Кобылинского. В 1833 году здание расширено вдоль улицы, фасад переработан. Здание пострадало в большом городском пожаре 1881 года, после чего было восстановлено, фасад не изменился. В второй половине XIX века дом принадлежал дворянке Софии Мечиславовне Прушинской. По состоянию на 1910 год, в доме на первом этаже были несколько магазинов, в том числе два мануфактурных и книжный, а также мастерские, а на втором этаже — банковская контора Г. А. Лившица. Остальные помещения были жилыми. В 1920 году дом национализирован, его помещения переоборудованы под коммунальные квартиры. Во время Великой Отечественной войны дом не пострадал. Во второй половине XX века дом утратил внутреннюю планировку и частично — декор фасада. В это время в нём размещались жилые квартиры и ряд учреждений. Дом был реставрирован в 2008 году, во время чего был сохранён и законсервирован исторический камин.

## Архитектура
Здание оформлено в стиле классицизма. Оно двухэтажное, прямоугольное в плане, имеет двускатную крышу. Декор здания скромный. Оконные проёмы второго этажа украшены треугольными сандриками. В центре здания имелась проездная арка, над ней балкон (ныне утрачен). Под карнизом по фасаду проходит пояс сухариков. Дворовый фасад с боковой стороны поддерживают мощные контрфорсы.